# Аугуст Шеноа
Аугуст Шеноа (Загреб, 14. новембар 1838 — Загреб, 13. децембар 1881) био је хрватски књижевник, критичар и фељтониста. 

## Биографија
Отац Аугуста Шеное, Алојз Шеноа (Schönoa), Немац из Чешке доселио се у Загреб 1830, где је био управник посластичарнице загребачке надбискупије. Посластичарница је радила у загребачкој Влашкој улици. Мајка Терезија пл. Рабач (Rabacs) из племићке породице словачког порекла, родом из Будимпеште, умрла је када је Аугуст имао само 8 година. 
Школу и гимназију похађао у Загребу и Печују, а студирао је право у Прагу и Загребу, но студије није завршио. На студије у Прагу га је послао његов мецена католички бискуп Јосип Штросмајер. Била му је намењена катедра професора на Правној академији у Загребу. Али он се више посветио изучавању књижевности, ризикујући да остане без стипендије. У Чешкој је дошао у додир са словенском књижевношћу и словенском омладином, због чега је постао искрени поборник словенске узајамности. Постао је панслависта и велики непријатељ Беча и Пеште. Тако да је природно што се он, млади илирац "Август" Шеноа, као "јуриста" у Загребу јавља 1858. године претплатником српске ћириличне књиге "Цвеће србских песама". Дописивао се са Србима, Милорадом Поповићем Шапчанином, др Јовановићем и Јованом Сундечићем. Из Прага је почео да шаље новинске дописе, а касније постао велики критичар друштва као новинар и уредник. Прве песме објављује 1855. године. Након уређивања листова у Бечу враћа се 1866. у Загреб и ради у уредништву «Позора», а потом као градски бележник и градски сенатор. Био је управник и драматург у Хрватском земаљскоме казалишту (претходници ХНК), уредник друштвено-књижевног часописа «Вијенац» и потпредсједник Матице хрватске. Пред смрт (1879) је издавао "Хумористички лист" у којем је писао против противника, оних из реда хрватских ултрадесничара. Преводио је много с њемачког, француског, пољског, чешког и енглеског језика.
Последње што је написао била је "Клетва". Умро је 1881. године у 42. години живота. Био је ожењен од 1868. године загребачком "патрицијком" Славом рођ. Иштвановић, са којом је имао синове Бранимира и Милана. Милан је постао универзитетски професор и писац, који је између осталог написао биографску књигу "Мој отац". А Бранко Шеноа је између два светска рата био директор Уметничке галерије и управник Загребачког казалишта (позоришта).

## Књижевно поље
Најутицајнији и најплоднији хрватски писац 19. века, Шеноа је истински творац модерне хрватске књижевности - први прави хрватски романописац (дело Петра Зоранића само условно можемо назвати романом, док се Илирци ни нису опробали на том пољу), аутор опсежнога корпуса романа, тога егземпларнога жанра савремене литературе, иноватор прозе и творац развијенога урбанога језичког стандарда (често је наглашавана Шеноина улога као језикотворца, човека који је више учинио за еластичност и изражајност савременог хрватског језика од легије речникописаца и пуристичких саветодаваца). 
Шеноа се опробао у свим књижевним врстама, и великом броју је или заорао прву бразду, или оставио писану баштину коју су каснији писци наслеђивали (а неретко се и покушавали ослободити ауторова утицаја). У јавности се прво прочуо као новинар дописима из Прага за „Позор“, нарочито политичким чланцима и фељтонима „Прашки листови“, 1862. Шеноа удара темеље модерном хрватском фељтону, осигурава му дигнитет и претвара га у еминентно литерарни жанр. У серији фељтона Загребуље ("Позор“, 1866-67; „Вијенац“, 1877, 1879-80) изражајним стилом и разорним сатиричким дискурсом коментарише актуалне, често негативне појаве у загребачкој свакодневници: однарођеност, немчарење, лицемерје и конформизам. Фељтони су имали великог одјека у јавности, а јавили су се и бројни подражаваоци (Рикард Јоргованић, Ковачић), али ће тек Матош не само наследити, него и развити тип Шеноиног подлиска.
На Шеноину журналистичку фазу природно се надовезује критичарска пракса. Уз мале прекиде делује двадесетак година као позоришни критичар дајући хрватском глумишту пресудне потицаје. Прокоментарисао је више од седам стотина представа износећи - први у нас - релевантне судове о свим битним чиниоцима позоришног чина (глуми, режији, сценографији, сценском говору). У манифесту „О хрватском казалишту " ("Позор“, 1866) даје не само анализу стања у хрватском глумишту, него и програм његова будућег развитка. Изразито антигермански расположен, Шеноа тражи радикалан заокрет према класичној и савременој француској, италијанској и словеначкој, те изворној хрватској драмској књижевности. Своје ће репертоарско-театарске замисли покушати провести у дело прво као члан позоришног одбора, а затим и као уметнички директор и драматург Хрватскога земаљског казалишта. Успео је само делимично: довео је на сцену класике (Шекспира, Молијера, Шилера, Гетеа) и савремене француске ауторе (Сардоу, Скрибе), али су га прилике ипак присиљавале на репертоарске компромисе с малобројном загребачком позоришном публиком.
Пишчево деловање на драмском пољу је ограничено на једно дело - комедију из загребачког живота у три чина „Љубица " ("Позор“, 1866; праизведба 1868). У њој тематизује урбану средину с низом карактеристичних, но прилично шаблонски обликованих ликова. Посреди је заправо драматизовани фељтон, због експлицитности критике често на рубу сценског памфлета. Но - иако је доживела неуспјех и код критике и позоришне публике, Љубица представља први покушај да се хрватској сцени прикаже савремени загребачки живот с низом реалистичних портрета. 
Највећи је уметнички домет остварио као романописац. Шеноа је увео роман у хрватску књижевност и одгојио читатељску публику којој је та, у Европи друге половине 19. века доминантна књижевна врста, постала омиљено штиво. У складу с литерарним програмом који је формулисао у критичко-полемичком тексту „Наша књижевност ", 1865, Шеноин је велики романескни пројект усмерен на грађу из националне историје и на савремене догађаје. Но историјски романи заузимају ипак средишње место у његовом опусу. 
Написао је пет историјских романа: 
- „Златарово злато ",1871,
- „Чувај се сењске руке“, 1875,
- „Сељачка буна“, 1877,
- „Диогенес“, 1878 и
- „Клетва“, 1880-81; недовршено дело.

У њима тематизује догађаје из различитих раздобља хрватске историје: сукоб између Стјепка Грегоријанца и Загрепчана у 16. веку са средишњом причом о љубави између племића и грађанке (Златарово злато), важну епизоду из ускочке историје почетком 17. века (Чувај се сењске руке), велики сукоб између феудалаца и сељака у 16. веку (Сељачка буна), политичке сплетке у хабзбуршкој Хрватској у 18. веку (Диогенес), догађаје из 14. века који су преусмерили хрватску историју (Клетва). Дела следе модел историјског романа који је у европску књижевност увео Валтер Скот.Бит је тога модела у верној реконструкцији историјских збивања на основу истраживања аутентичних докумената и историјских врела. Циљ је показати како су неке идеје, друштвене околности, распоред политичких снага деловали у одређеном времену и обликовали живот обичних, малих људи. Но, уза сву сличност, Шеноу од Скотовог модела деле и неке битне разлике: хрватски је романописац деловао у другачијој националној, а и европској књижевној клими (не смемо заборавити да је Шеноа млађи савременик Достојевског и Флобера). Иако је историјски роман у тадашњој хрватској јавности имао првенствено будничарску улогу, а сам је Шеноин књижевни програм и био на тој црти - ваља приметити да га је, за разлику од трезног шкотског романсијера, страст неретко понела у опису ситуација, што је имало дугорочно плодотворан учинак. Шеноа није писац психолошког реализма укотвљеног у историјске ситуације (па ни психологизирања романтичарског уклона, мајстори кога су француски и енглески писци као Бенџамин Констант или Шарлота Бронте). Ни аутор ни публика нису једноставно имали времена ни склоности за приказе интериоризираних свести или проблематику раскољенога индивидуума. Читатељство је тражило рекреирање догађаја које ће оснажити и обогатити националну свест. Шеноа је писац великих гестова, црно-белих ликова, патоса који је тешко подношљив модерном сензибилитету. Но, истовремено, он је творац монументалних масовних сцена, вртоглавих прелома и прескока у радњи, живописно оцртаних споредних ликова, те језичне инвенције која у бујици протока догађаја оставља утисак виталности и снаге какву не налазимо код његовог шкотског узора. Шеноино је романескно стваралаштво израз витализма „професора енергије“ који је ломио скучене оквире ондашње провинцијалне и провинцијске Хрватске; дело важно не само као историјски документ, него и живо у снази замаха који све његове списатељске мане (плошност, патетику, театралност) баца у сенку као неважну брљотину на фресци. Шеноин модел историјског романа извршио је велик утицај на хрватску приповедачку прозу, и он ће доминирати хрватским романом све до почетка 20. века. Многи су писци опонашали његову структуру и технику (Јосип Еуген Томић, Еуген Кумичић, Виктор Цар Емин, Загорка и др.).
Велики је успех постигао и својим „повјестицама“ - приповедачким делима у стиху с мотивима из историје (Пропаст Венеције, Петар Свачић, Шљивари, Анка Неретванка, Винко Хрељановић) или из народног предања (Божја плахтица, Камени сватови, Кугина кућа, Постолар и враг). Карактерише их лакоћа израза, гипкост стиха, наглашена ритмичност и, често, хумористички тон. Интенција им је иста као и код историјских романа: да буду средство националног образовања и права школа родољубља. 
У романима и приповеткама с грађом из савременог живота тематизује конкретне социјалне, политичке и етичке проблеме свога времена: привредне и моралне односе између села и града (Просјак Лука, 1879), распадања задруга и живот сељака у околини Загреба (Барун Ивица, 1874), морално и материјално пропадање племства (Владимир, 1879), одлазак сељачких синова на школовање у град и њихово уздизање на друштвеној лествици или пропадање (Пријан Ловро, 1873), неморал и расипништво у грађанским круговима (Илијина опорука, 1876), трагедије и заносе наших учитељица у просвећивању села (Бранка, 1881). У тим делима инсистира на психолошкој и социјалној мотивацији па је и фабула реализована тако да показује развој, карактер и мотиве деловања ликова. Због наглашене друштвене критике и аналитичности, због интереса за класне односе и за актуална кретања на политичкој позорници свога времена, али и због начина моделирања збиље, његов се стваралачки приступ већ приближава реалистичкој парадигми. Но, и овде треба приметити да по свом хабитусу Шеноа није био протагониста реалистичке поетике, било естетске провенијенције каква је доминирала у Француској, било етичко-религијске која карактерише велики руски роман онога доба. Упркос томе, његова дела савремене тематике су почеци хрватског реализма, основи школе коју су, уз преправке, даље развијали Анте Ковачић, Вјенцеслав Новак, Ксавер Шандор Ђалски и Милутин Цихлар Нехајев. Сви су хрватски реалисти изашли из Шеноине кабанице, сви су разрађивали његову тематику, угледали се у његове ликове, ситуације и заплете.
Слабије су му успеле лирске песме које заузимају важније место само у првим годинама његовог стваралаштва. Мање је значајан као љубавни, а више као политички и социјални песник. Шеноа је у многим песмама изражавао покретачке идеје свога доба и политички програм Штросмајеровог народњаштва (На Озљу граду, Хрватска пјесма, Буди свој!, У славу Ј. Ј. Штросмајера, Клеветником Хрватске, Хрват Босни и др.). треба напоменути да је Шеноа и оснивач модерне хрватске кајкавске дијалекталне поезије.
Написавши у мање од двадесет година опус од преко двадесет дела, Шеноа је засновао модерну хрватску књижевност на свим пољима. Какав би облик имала не само хрватска писана реч, него и култура уопште, да није било Шеное - немогуће је и замислити.